# Chiesa dei Santi Pietro e Marziano
La chiesa dei Santi Pietro e Marziano è la parrocchiale di Bosio, in provincia di Alessandria e arcidiocesi di Genova; fa parte del vicariato di Gavi.

## Storia
Le prime attestazioni della presenza di una cappella a Bosio risalgono al XIV secolo, anche se da alcuni documenti indiretti si può presumere la sua esistenza già all'inizio del Duecento; probabilmente questo antico edificio si componeva di un'unica navata.
Nel corso del XV secolo, con l'aumento della popolazione, il luogo di culto fu interessato da un ingrandimento.
In seguito ad un nuovo accrescimento del numero dei fedeli, all'inizio dell'Ottocento l'edificio si rivelò insufficiente a soddisfarne le esigenze e, cosi, nel 1830 iniziò un intervento di rifacimento e di ampliamento, nel corso del quale si procedette pure all'aggiunta delle due navate laterali e alla ricostruzione della facciata.
Nel 2002 partirono i lavori di consolidamento della parrocchiale e nel 2010 la stessa venne adeguata alle norme postconciliari mediante l'aggiunta dell'altare rivolto verso l'assemblea; nel 2012 si provvide a risanare alcune parti della struttura e nel 2014 l'abside fu oggetto di un restauro.

## Descrizione

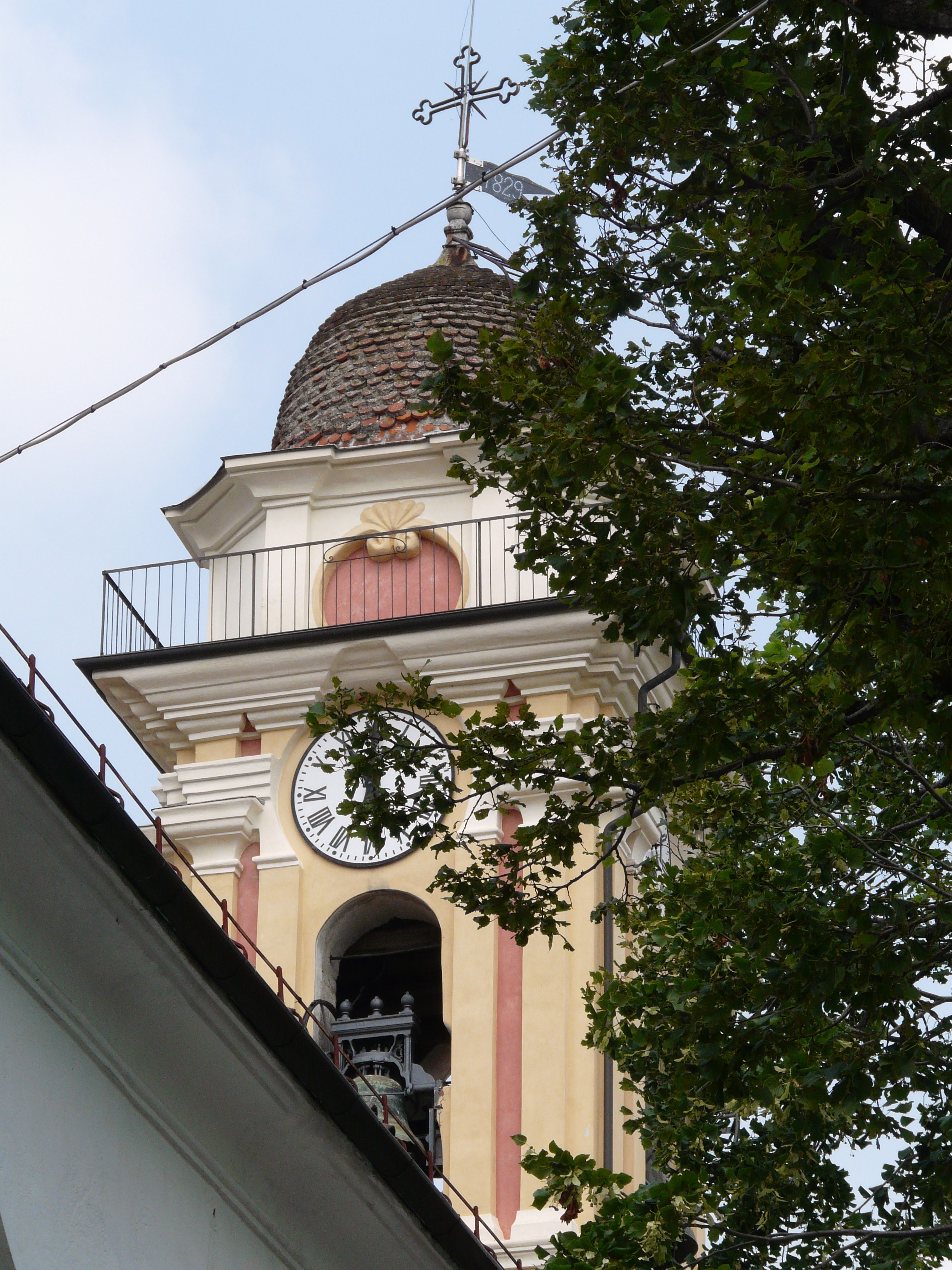
Il campanile

### Esterno
La facciata a salienti della chiesa, rivolta a sudovest, è suddivisa da una cornice marcapiano in due registri, entrambi scanditi da lesene: quello inferiore, più largo, presenta i tre portali d'ingresso, due finestrelle quadrilobate e un mosaico con soggetto San Pietro, risalente al 1959, mentre quello superiore è caratterizzato da un'ulteriore finestra polilobata e dalla meridiana ed è coronato dal timpano triangolare entro il quale vi è una nicchia ospitante una statua con soggetto l'Immacolata.
Annesso alla parrocchiale è il campanile a base quadrata, la cui cella presenta su ogni lato una monofora, affiancata da lesene binate e sormontata dell'orologio, ed è coronata dalla cupola poggiante sul tamburo.

### Interno
L'interno dell'edificio si compone di tre navate, separate da pilastri sorreggenti archi a tutto sesto, sopra i quali corre la trabeazione modanata e aggettante su cui si impostano le volte, a botte sulla navata centrale e a vela su quelle laterali; al termine dell'aula si sviluppa il presbiterio, rialzato di alcuni gradini, delimitato dalle balaustre e chiuso dall'abside di forma semicircolare.
Qui sono conservate diverse opere di pregio, tra le quali l'altare maggiore, risalente al XVIII secolo, e gli affreschi della navata centrale, eseguiti tra il 1902 e il 1904 da Rodolfo Gambini.